# كابتن فازما
كابتن فازما هي شخصية خيالية ظهرت في سلسلة أفلام حرب النجوم لأول مرة في فيلم حرب النجوم: القوة تنهض قامت الممثلة غويندولين كريستي بدور الشخصية.